# Michael Rose (calciatore)
Michael Alexander Rose (Aberdeen, 11 ottobre 1995) è un calciatore scozzese, difensore dello Stoke City.

## Carriera
Ha giocato nella prima divisione scozzese e nella seconda divisione inglese.

## Palmarès

### Club

#### Competizioni nazionali
- Scottish League One: 1

Ayr Utd: 2017-2018
- Football League One: 1

Coventry City: 2019-2020